# Добри Петков
Добри Петков Петков е български офицер, полковник и държавен деец.

## Биография
Роден е на 14 септември 1859 г. в с. Церова кория, Търновско. През 1880 г. завършва Военното училище в София. Службата си започва в 17-а пехотна дружина. През ноември 1885 г. е командир на рота. Бил е началник-отдел в Министерство на войната. Редактор на в. „Свобода“ (1886 – 1899) и издател на в. „Нов век“ (1899 – 1916). Излиза в запас през 1895 г. Народен представител от Народнолибералната партия в XIII (1903 – 1908), XV (1911 – 1913), XVI (1913), XVII (1914 – 1919) ОНС. Освен това е бил подпредседател на XIII ОНС (1903 – 1907) и председател на XIII ОНС (1907 – 1908). По време на Балканските войни е в Кърджалийския отряд. Излиза отново в запас през 1913 г. В периода 23 септември 1913 – 21 юни 1918 е министър на обществените сгради, пътищата и благоустройството. На 4 ноември 1919 г. е арестуван и осъден на доживотен затвор. Амнистиран е на 19 юли 1924 г. Умира на 1 януари 1932 г. в София. Жени се за Бонка – дъщеря на известния Търновски богаташ Хаджи Николи. Тя му ражда 5 деца: Петко, Христо, Мария, Стефан и Цветана.

## Семейство
От децата на Добри Петков първи се ражда Петко. Той се жени за французойка – Лили, от която има дъщеря Надя и внук Джони (живущ в USA). Христо се жени за дъщерята на македонския революционер Никола Зографов – Цветана Зографова. Техен единствен син е известният български диригент Добрин Петков. Мария е омъжена за Райчо Константинов Райчев-Вирсавиев (13 май 1885 – 1959), на когото ражда дъщеря Добринка. Стефан не е женен, след 9 септември е „арестуван“ на улицата и изчезнал без вест. Последна се ражда Цветана. Тя се омъжва за Исак Джераси и му ражда две дъщери – Елена и Вера.

## Военни звания
- Подпоручик (30 август 1880)
- Поручик (30 август 1883)
- Капитан (24 март 1886)
- Майор (1889)
- Подполковник (1893)
- Полковник (28 юли 1913)

## Трудове
- „Десетгодишнината на офицерите от Втория випуск“ (1890);
- „Мисли върху организацията на българската войска“ (1895);
- „Критически бележки върху брошурата на ген. Никола Жеков“ (1924);
- „Виновниците на погрома на България през септември 1918 г.“ (1927).